# Ronald Schneider
Ronald Ernst Schneider (Utrecht, 6 december 1962) is een Nederlands econoom, politicus, reservist en bestuurder. Sinds 15 juni 2023 is hij burgemeester van Barendrecht.

## Jeugd, opleiding en carrière
Schneider is geboren in Utrecht en kwam op zijn vierde aan de rand van Rotterdam te wonen. Hij ging tot 1982 naar het Rotterdamsch Lyceum en studeerde nadien economie (doctoraal) en Nederlands recht (propedeuse) aan de Erasmus Universiteit Rotterdam. Na zijn afstuderen was hij werkzaam als docent aan de toenmalige Hogeschool voor Economische Studies en als SAP-consultant.

## Politieke carrière
Schneider stond op de kandidatenlijst van Leefbaar Rotterdam voor de gemeenteraadsverkiezingen van 2006 in Rotterdam, maar werd niet verkozen. In juni 2008 werd hij er alsnog gemeenteraadslid. In januari 2012 werd hij er fractievoorzitter van Leefbaar Rotterdam. Vanaf mei 2014 was hij er wethouder van stedelijke ontwikkeling en integratie. In juni 2017 trad hij terug wegens het WaterFront-schandaal. Van april 2020 tot juni 2022 was hij namens Leefbaar Albrandswaard wethouder van ruimtelijke ordening in Albrandswaard.

## Burgemeester van Barendrecht
Schneider werd op 11 april 2023 door de gemeenteraad van Barendrecht voorgedragen als nieuwe burgemeester. Op 25 mei dat jaar werd bekend dat hij was benoemd bij koninklijk besluit tot burgemeester van Barendrecht met ingang van 15 juni dat jaar. Op die dag vond zijn installatie plaats en werd hij beëdigd door de commissaris van de Koning in Zuid-Holland tot burgemeester van Barendrecht. Hij heeft als burgemeester van Barendrecht in zijn portefeuille algemene bestuurlijke aangelegenheden, openbare orde en veiligheid, brandweerzaken, intergemeentelijke samenwerking, internationale betrekkingen, kabinetszaken, ondermijning, VTH APV en Heinenoordtunnel en het project asielzoekers en vluchtelingen Oekraïne.
Schneider is namens Barendrecht lid van het algemeen en dagelijks bestuur van de BAR-gemeenten, lid van het algemeen bestuur van de Metropoolregio Rotterdam Den Haag (MRDH), lid van het algemeen bestuur van de Veiligheidsregio Rotterdam-Rijnmond (VRR), lid van het BAR-veiligheidsoverleg, lid van het Regionaal veiligheidsoverleg, lid van het Districtelijk veiligheidsoverleg en lid van de Provinciale regietafel vluchtelingen. Naast het burgemeesterschap is hij (reserve) officier bij de Koninklijke Landmacht en eigenaar van Bakema Beheer B.V.

## Privéleven
Schneider is single.